# Fancy Cherono
Fancy Cherono (* 2. August 2001 in Kericho) ist eine kenianische Leichtathletin, die sich auf den Hindernislauf spezialisiert hat.

## Sportliche Laufbahn
Erste internationale Erfahrungen sammelte Fancy Cherono bei den Juniorenafrikameisterschaften 2017 in Tlemcen, bei denen sie in 9:38,16 min den fünften Platz im 3000-Meter-Lauf belegte. Im Jahr darauf wurde sie bei den Commonwealth Games im australischen Gold Coast in 9:46,27 min Sechste und siegte in 6:17,68 min über 2000 m Hindernis bei den Jugendafrikaspielen in Algier. Anschließend gewann sie bei den Afrikameisterschaften in Asaba in 9:23,92 min hinter ihren Landsfrauen Beatrice Chepkoech und Celliphine Chepteek Chespol die Bronzemedaille. Im Oktober siegte sie dann in der Kombination aus Hindernislauf und Crosslauf bei den Olympischen Jugendspielen in Buenos Aires. 2019 siegte sie bei den Juniorenafrikameisterschaften in Abidjan mit neuem Meisterschaftsrekord von 9:48,56 min. Sie qualifizierte sich auch für die Weltmeisterschaften in Doha, bei denen sie mit 9:32,34 min aber nicht bis in das Finale gelangte. 2022 klassierte sie sich bei den Afrikameisterschaften in Port Louis mit 10:06,62 min auf Platz sechs.
2019 wurde Cherono kenianische Meisterin im Hindernislauf.

## Persönliche Bestzeiten
- 3000 Meter: 9:08,90 min, 29. Mai 2019 in Maia
- 3000 m Hindernis: 9:23,92 min, 5. August 2018 in Asaba